# 偽りのないhappy end
『偽りのないhappy end』（いつわりのないはっぴーえんど）は、2021年12月17日公開の日本映画。
東京と滋賀を舞台に、それぞれ妹が行方知れずなってしまった2人の女性が事件の真相を探る中で、姉として生きる2人の心の揺れを描いたミステリー・ドラマ映画。

## キャスト
- エイミ / 浅井エイミ：鳴海唯（中学生時：白石優愛）
- ヒヨリ / 中村日和：仲万美
- ユウ / 浅井由羽：河合優実（幼少期：笹川椛音）
- アカリ：田畑志真
- タカシ：小林竜樹
- シンジ：奥野瑛太
- 向井刑事：川島潤哉
- アオイ / 葵：三島あよな
- マイ：見上愛
- アオイの母・ヨシエ：馬渕英里何
- 斎藤利幸（風俗店店長）：カトウシンスケ
- 中村美月：メドウズ舞良
- ：藤井千帆
- ：野村啓介
- 警察官：橋本一郎
- クハラ（記者）：谷風作
- ：永井ちひろ
- ヤヨイ（花屋）：鈴木まりこ
- ：古賀勇希
- ：安田博紀
- 椎名：原知也
- ：宮倉佳也
- ：土屋直子

## スタッフ
- 監督・脚本：松尾大輔
- 撮影：川野由加里
- 照明：赤塚洋介
- 録音：阿部茂
- 衣装：田口慧
- ヘアメイク：佐々木弥生
- 美術：松塚隆史
- 装飾：徳田あゆみ
- 制作担当：興津香織
- 助監督：小泉宗仁
- 監督助手：石塚礼、安藤梓
- 監督補助：廣野博友
- 特別協力：匠司翔
- キャスティング：杉山麻衣
- バレエ振付・指導：吉野菜々子
- 音楽プロデューサー：菊地智敦
- 音楽：古屋沙樹
- 編集：和田剛
- 音響効果：伊藤進一